# Beloncio
Beloncio (asturisch Belonciu) ist eines von 24 Parroquias Ort in der Gemeinde Piloña der autonomen Region Asturien in Spanien.
Die 336 Einwohner (2011) leben in 13 Dörfern auf einer Fläche von 30,12 km²; 4,7 km von Infiesto, dem Verwaltungssitz der Gemeinde Piloña entfernt. Der Río Piloña fließt durch das Parroquia.

## Sehenswürdigkeiten
- Kirche „Iglesia de San Pedro“ in Beloncio
- Kapelle „Capilla de San Roque“ in Beloncio
- Kapelle „Capilla de San Antonio“ in El Raposo
- mehrere Horreos im gesamten Parroquia

## Dörfer und Weiler in der Parroquia
- Abedul – 49 Einwohner 2011 43° 19′ 51″ N, 5° 23′ 25″ W
- Arenas -109 Einwohner 2011 43° 19′ 25″ N, 5° 24′ 14″ W
- Beloncio – 29 Einwohner 2011  43° 19′ 48″ N, 5° 23′ 30″ W
- Candanedo – 12 Einwohner 2011
- Melendreras – 23 Einwohner 2011 43° 18′ 28″ N, 5° 24′ 39″ W
- Peruyero  (El Peruyeru) – 15 Einwohner 2011 43° 18′ 28″ N, 5° 24′ 39″ W
- Travesera – 24 Einwohner 2011 43° 17′ 51″ N, 5° 25′ 43″ W
- Vallin – 11 Einwohner 2011 43° 19′ 39″ N, 5° 23′ 39″ W
- Beronda – 14 Einwohner 2011
- Ferreros – 30 Einwohner 2011 43° 19′ 52″ N, 5° 20′ 14″ W
- La Motosa – 13 Einwohner 2011 43° 19′ 4″ N, 5° 15′ 42″ W
- Peridiella – 1 Einwohner 2011
- El Raposo – 6 Einwohner 2011